# Epipagis furvipicta
Epipagis furvipicta là một loài bướm đêm trong họ Crambidae.